# Да Рос, Паоло
Пао́ло да Рос (итал. Paolo da Ros; род. 10 марта 1937, Беллуно, Венеция) — итальянский кёрлингист.

## Биография
В составе мужской сборной Италии участник чемпионата мира 1973 (заняли девятое место).
Играл на позиции третьего.

## Команды
| Сезон   | Четвёртый    | Третий       | Второй             | Первый        | Турниры           |
| ------- | ------------ | ------------ | ------------------ | ------------- | ----------------- |
| 1972—73 | Ренато Гецце | Паоло да Рос | Лино Мариани Майер | Андреа Павани | ЧМ 1973 (9 место) |

(скипы выделены полужирным шрифтом)